# Passione (psicologia)

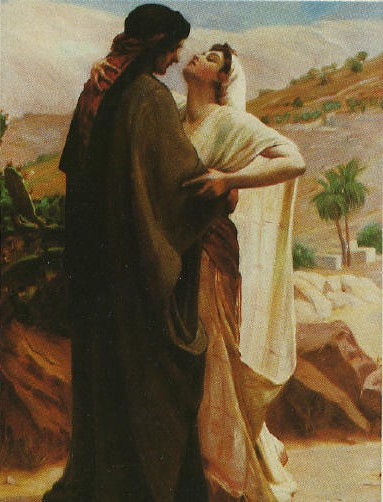
Incontro appassionato, di Frederick Goodall.

La passione (dal greco πάσχω "soffrire, da agire" e dal tardo latino passio "passione; sofferenza") è un sentimento di intenso entusiasmo o desiderio irresistibile per qualcuno o qualcosa. La passione può variare dall'entusiasmo o dall'ammirazione per un'idea, una proposta o una causa; al godimento entusiastico di un interesse o di un'attività; a forte attrazione, eccitazione o emozione nei confronti di una persona. È particolarmente usato nel contesto del romanticismo o del desiderio sessuale, sebbene generalmente implichi un'emozione più profonda o più avvolgente di quella implicita nel termine lussuria.
Denis Diderot descrive le passioni come "inclinazioni, desideri e avversioni portate a un certo grado di intensità, combinate con una sensazione indistinta di piacere o dolore, causate o accompagnate da un movimento irregolare del sangue e degli spiriti animali, sono ciò che chiamiamo passioni. Possono essere così forti da inibire qualsiasi pratica della libertà personale, uno stato in cui l'anima è in un certo senso resa passiva, da cui il nome di passioni. Questa inclinazione o cosiddetta disposizione dell'anima, nasce dall'opinione che noi sosteniamo che un grande bene o un grande male è contenuto in un oggetto che in se stesso suscita passione ".
Diderot scompone ulteriormente il piacere e il dolore, che considera i principi guida della passione, in quattro categorie principali:
- Piaceri e dolori dei sensi;
- Piaceri della mente o dell'immaginazione;
- La nostra perfezione o la nostra imperfezione di virtù o vizi;
- Piaceri e dolori per la felicità o le disgrazie altrui.

Le moderne psicologie pop e i datori di lavoro tendono a favorire e persino incoraggiare l'espressione di una "passione"; le generazioni precedenti a volte hanno espresso punti di vista più sfumati.
La psicoanalisi ha introdotto un nuovo punto di vista, non più filosofico, sulle passioni considerandole nell'ambito di un meccanismo di repressione-liberazione delle pulsioni. In ambito psicoanalitico, secondo Freud la passione basilare da cui dipende l'azione dell'uomo prende il nome di libido.
Il concetto nella sua accezione moderna non si riferisce soltanto all'amore romantico, ma più in generale alla motivazione e al piacere risultante dallo svolgere un'attività (lavoro, hobby, ecc.)

## Storia del concetto

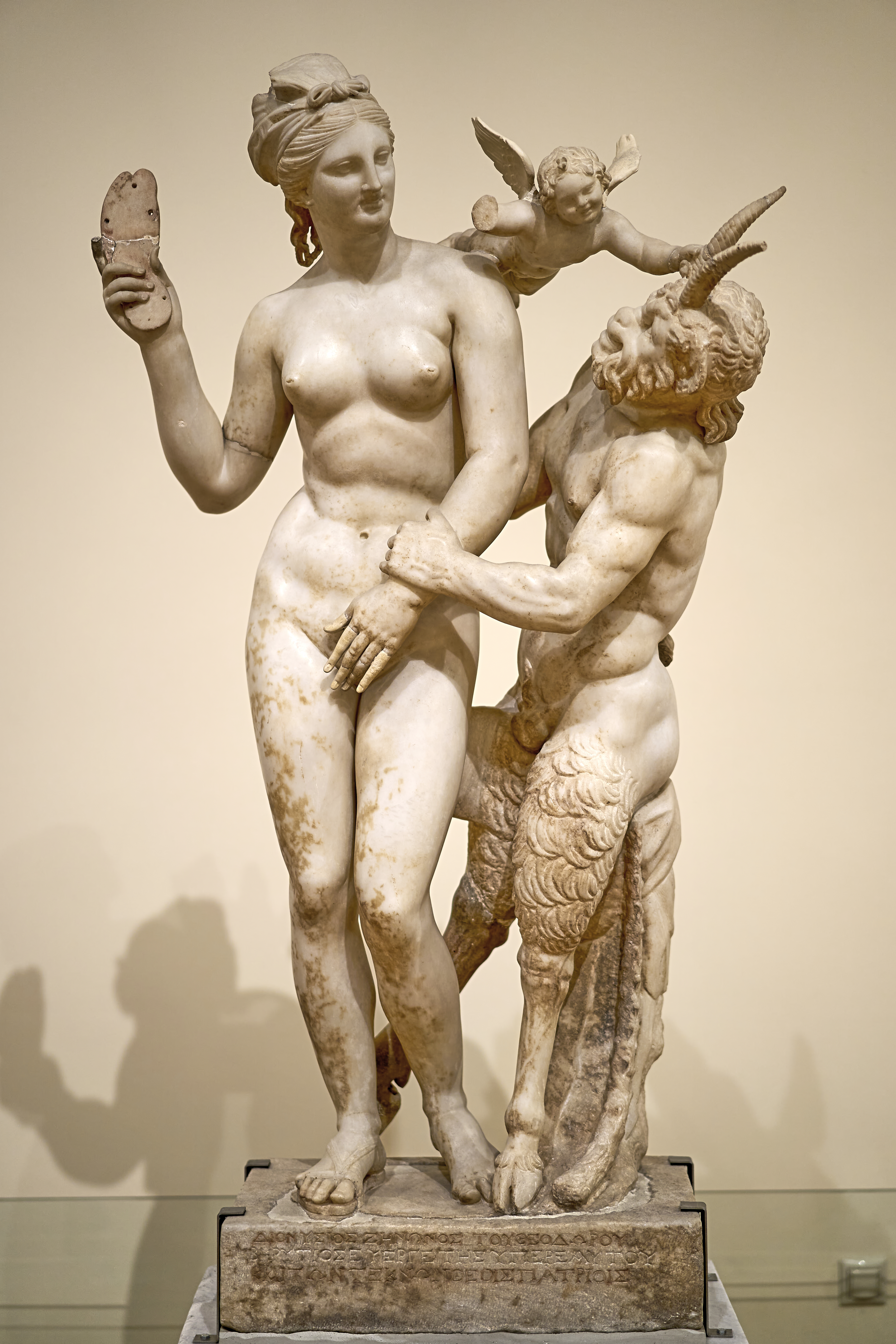
Afrodite, Pan ed Eros (in mezzo) le tre divinità greche simbolo della passione e del desiderio sessuale, oltre che dell'amore come sentimento.

Il concetto di passione è stato storicamente associato a quello di emozione, o di emozione violenta, ed è stato pertanto contrapposto a quello di razionalità. I filosofi stoici come Epitteto hanno sottolineato che il campo di studio "di capitale importanza e il più urgente è l'ambito concernente le affezioni… sconvolgimenti, insuccessi, infelicità…  affezioni per le quali non siamo più in grado neppure di ascoltare la ragione.". La tradizione stoica è ancora alla base della richiesta di Amleto: "Dammi quell'uomo che non è lo schiavo della passione, e lo indosserò nel profondo del mio cuore", o il lamento di Erasmo che "Giove ha conferito molta più passione che ragione - potresti calcolare il rapporto come 24 a uno ". Fu solo con il movimento romantico che una valorizzazione della passione sulla ragione prese piede nella tradizione occidentale: "più passione c'è, migliore è la poesia".
In psicologia, l'elaborazione del concetto di intelligenza emotiva ha avuto l'obbiettivo di trovare una sintesi delle due forze, qualcosa che "capovolga la vecchia comprensione della tensione tra ragione e sentimento: non è che vogliamo eliminare l'emozione e mettere la ragione in il suo posto, come aveva voluto Erasmo, ma trovare invece l'equilibrio intelligente dei due ".
Il neurologo Antonio Damasio ha studiato ciò che è succede quando qualche evento "rompe i legami tra i centri inferiori del cervello emotivo… e le capacità di pensiero della neocorteccia". Egli scoprì che mentre "le emozioni e i sentimenti possono causare il caos nei processi di ragionamento… l'assenza di emozioni e sentimenti non è meno dannosa", e fu portato alla "posizione controintuitiva per cui i sentimenti sono tipicamente indispensabili per decisioni razionali ". Le passioni, ha concluso, "hanno voce in capitolo su come il resto del cervello e la cognizione si occupano dei loro affari. La loro influenza è immensa… [fornendo] un quadro di riferimento - al contrario dell'errore di Cartesio… l'idea cartesiana di una mente disincarnata ".

## Amore passionale
Una tensione o dialettica tra matrimonio e passione può essere fatta risalire nella società occidentale almeno fino al Medioevo e l'emergere del culto dell'amore cortese. Denis de Rougemont ha sostenuto che "fin dalle sue origini nel XII secolo, l'amore passionale è stato costituito in opposizione al matrimonio". Stacey Oliker scrive che mentre "il puritanesimo ha preparato il terreno per un'ideologia dell'amore coniugale prescrivendo l'amore nel matrimonio", solo dal diciottesimo secolo "l'ideologia dell'amore romantico ha risolto l'antagonismo puritano tra passione e ragione" in un contesto coniugale. D'altro canto, San Paolo parlava dell'amare la propria moglie in Efesini 5.
Nel 1986 le psicologhe Elaine Hatfield e Susan Sprecher hanno redatto una scala di intensità dell'amore passionale (Passionate Love Scale) in base a quindici aspetti della relazione.

## Passioni intellettuali
George Bernard Shaw "insiste sul fatto che ci sono passioni molto più eccitanti di quelle fisiche ... 'passione intellettuale, passione matematica, passione per la scoperta e l'esplorazione: la più potente di tutte le passioni'". Il suo contemporaneo, Sigmund Freud, sosteneva una continuità (non un contrasto) tra le due dimensioni, fisica e intellettuale, delle passioni, e lodava il modo in cui "Leonardo aveva energicamente sublimato le sue passioni sessuali nella passione per la ricerca scientifica indipendente".

## Passione come motivazione al lavoro
Esistono diversi motivi per cui le persone sono motivate in un'occupazione. Questi possono includere una passione per l'occupazione, per un'azienda o per un'attività. In una ricerca, quando i manager o i professionisti canadesi si dichiarano appassionati della propria occupazione, tendono ad essere meno ossessivi nei confronti del loro comportamento durante il loro lavoro, con conseguente maggiore lavoro svolto e maggiore soddisfazione lavorativa. Questi stessi individui hanno livelli più alti di benessere psicologico. Quando le persone apprezzano veramente la loro professione e sono motivate dalla loro passione, tendono ad essere più soddisfatte del loro lavoro e più psicologicamente sane. Quando i manager o i professionisti non sono soddisfatti della propria professione, tendono anche a essere insoddisfatti delle relazioni familiari e a provare angoscia psicologica. Altre ragioni per cui le persone sono più soddisfatte quando sono motivate dalla loro passione per la loro occupazione includono gli effetti di motivazioni intrinseche ed esterne. Quando manager o professionisti canadesi fanno un lavoro per soddisfare gli altri, tendono ad avere livelli più bassi di soddisfazione e salute psicologica. Inoltre, questi stessi individui hanno dimostrato di essere motivati da diverse credenze e paure riguardanti altre persone. In terzo luogo, sebbene alcuni individui credano che non si debbano lavorare ore straordinarie, molti lo fanno per la loro passione per l'occupazione. D'altra parte, ciò può anche mettere a dura prova le relazioni familiari e le amicizie.

### Piacere per il lavoro e dipendenza dal lavoro
Esistono diverse componenti che si qualificano come ragioni per considerare un individuo come dipendente dal lavoro (o workaholic). Burke & Fiksenbaum si riferiscono a Spence and Robbins (1992) esaminando due delle tre componenti che sono usate per misurare la dipendenza dal lavoro. Queste includono il sentirsi spinti al lavoro a causa della pressione interiore o dal piacere per il lavoro. Entrambe influenzano un individuo in modo diverso e ognuna ha esiti diversi. Innanzitutto, il godimento del lavoro porta a risultati di lavoro più positivi e non è correlato agli indicatori di salute. La pressione interna, d'altra parte, è negativamente correlata ai risultati del lavoro ed è stata negativamente correlata alle misure di salute psicologica. Burke & Fiksenbaum fanno inoltre riferimento a Graves et al. (2006) nell'esaminare ulteriormente queste due componenti. Il piacere del lavoro e la pressione interna sono stati testati rispetto alla valutazione delle prestazioni. Il primo è positivamente correlato alle valutazioni delle prestazioni, mentre la seconda interferisce con gli aspetti del godimento del lavoro che migliorano le prestazioni. Burke & Fiksenbaum si riferiscono a Virick e Baruch (2007) quando spiegano come queste due componenti della dipendenza da lavoro influenzano la soddisfazione della vita. Non sorprende che la pressione interiore abbassi l'equilibrio tra vita lavorativa e soddisfazione della vita, ma migliora le prestazioni delle persone durante la loro occupazione, mentre il piacere del lavoro porta a un equilibrio positivo tra le due. I ricercatori indicano diversi modelli di correlazioni tra questi due componenti. Questi modelli includono antecedenti e conseguenze. Le due componenti offrono motivazioni o orientamenti diversi al lavoro, che ne determinano gli effetti sul lavoro e sul benessere. Le pressioni interne ostacolano le prestazioni, mentre il piacere del lavoro migliora le prestazioni. Le pressioni interne del workaholic hanno caratteristiche come persistenza, rigidità, perfezionismo e livelli elevati di stress lavorativo. Questa componente è anche associata a lavorare di più, ma non in modo più intelligente. Su una nota più positiva, le persone che amano il proprio lavoro avranno livelli più elevati di prestazioni per diversi motivi. Questi includono creatività, fiducia nei loro colleghi e riduzione dei livelli di stress.
Burke e Fiksenbaum si riferiscono a Schaufeli, Taris e Bakker (2007) nel fare una distinzione tra un buon maniaco del lavoro e un cattivo maniaco del lavoro. Un buon maniaco del lavoro otterrà un punteggio più alto nelle misure di impegno lavorativo e un cattivo maniaco del lavoro otterrà un punteggio più alto nelle misure di burnout. Essi suggeriscono anche perché: alcune persone lavorano perché sono soddisfatte, coinvolte e perché amano mettersi alla prova. D'altra parte, il tipo opposto lavora duro perché dipendente dal lavoro; in questo caso l'occupazione contribuisce alla ricerca di un'identità e di uno scopo.

## Passione e hobby
Gli hobby richiedono un certo livello di passione. Cantanti, atleti, ballerini, artisti e molti altri descrivono la loro emozione per il loro hobby come una passione. Anche se questa potrebbe essere l'emozione che provano, la passione serve come motivazione per dedicarsi in modo continuo a un'attività. È stato proposto un modello per spiegare i diversi tipi di passione che contribuiscono a impegnarsi in un'attività.
Secondo i ricercatori che hanno testato questo modello, "Un modello dualistico in cui la passione è definita come una forte inclinazione o desiderio verso un'attività auto-definita che piace (o addirittura si ama), che si trova importante (alta valutazione), e in quale si investe tempo ed energia ", esistono due tipi di passione. Il primo tipo di passione è la passione armoniosa.
"Una passione armoniosa si riferisce a un forte desiderio di impegnarsi nell'attività che rimane sotto il controllo della persona.". Ciò si ottiene principalmente quando la persona vede la propria attività come parte della propria identità. Inoltre, una volta che un'attività fa parte dell'identità della persona, la motivazione per continuare l'hobby specifico è ancora più forte. L'armonia ottenuta con questa passione è concepita quando la persona è in grado sia di impegnarsi liberamente sia di cessare l'attività. La persona non è perciò costretta a continuare questo hobby, ma di sua spontanea volontà è in grado di impegnarsi in esso. Ad esempio, se una ragazza ama giocare a pallavolo, ma ha un progetto in scadenza il giorno successivo e i suoi amici la invitano a giocare, dovrebbe essere in grado di dire "no" sulla base del suo libero arbitrio.
Il secondo tipo di passione nel modello dualistico è la passione ossessiva. È l'opposto della passione armoniosa. Questo tipo di persona ha un forte desiderio di impegnarsi nell'attività, ma essa non è sotto il controllo della persona stessa ed egli è costretto a impegnarsi nell'hobby. Questo tipo di passione ha un effetto negativo su una persona, che potrebbe sentire la necessità di impegnarsi nel suo hobby per continuare, ad esempio, le relazioni interpersonali o "adattarsi" alla massa. Per continuare con l'esempio sopra, se la ragazza ha una passione ossessiva per la pallavolo e le viene chiesto di giocare con i suoi amici, probabilmente dirà "sì" anche se deve finire il suo progetto per il giorno successivo.